# أكياسو موتوهاشي
أكياسو موتوهاشي هو متسابق دراجات نارية ياباني. نافس في سباقات بطولة العالم لفئة 250 سي سي ولفئة 125 سي سي ولفئة 50 سي سي. بدأ المنافسة في بطولة العالم في سنة 1964 مع ياماها موتور. كان أفضل مواسمه هو موسم سنة 1966 عندما جاء ثامنا في بطولة العالم لفئة 125 سي سي.